# آرمن قولاریان
آرمن هراندی قولاریان (ارمنی: Արմեն Հրանտի Ղուլարյան؛  زادهٔ ۲۵ سپتامبر ۱۹۵۴) معمار، سیاستمدار، فرد نظامی اهل ارمنستان است. است که از تاریخ ۲۷ ژانویه ۲۰۲۱ تا تاریخ ۴ ژانویه ۲۰۲۴ سمت ریاست کارگروه توسعه شهری جمهوری ارمنستان را برعهده داشت.

## زندگی‌نامه
وی در ۲۵ سپتامبر ۱۹۵۴ در ایجوان به دنیا آمد و از دانشگاه پلی‌تکنیک ارمنستان فارغ‌التحصیل گشت. همچنین برندهٔ جوایزی همچون نشان آنانیا شیراکاتسی () و مدال مارشال باقرامیان ()، مدال یادبود نخست‌وزیر ارمنستان و مدال طلای یادبود فریتیوف نانسن شده است.

## یادداشت
1. ↑  ՀՀ քաղաքաշինության կոմիտեի նախագահ
2. ↑  ՀՀ Տավուշի մարզպետ